# Thanpalkot
Thanpalkot (nepalski: थाम्पालकोट) – gaun wikas samiti w środkowej części Nepalu  w strefie Bagmati w dystrykcie Sindhupalchowk. Według nepalskiego spisu powszechnego z 2001 roku liczył on 614 gospodarstw domowych i 2786 mieszkańców (1371 kobiet i 1415 mężczyzn).